# Pericallia burica
Pericallia burica là một loài bướm đêm thuộc phân họ Arctiinae, họ Erebidae.